# جرایم جنسی و واتیکان
جرائم جنسی و واتیکان مستندی است در رابطه با جرائم جنسی که کشیشان مرتکب می‌شوند. این مستند ۳۹ دقیقه‌ای توسط کلم اگرمن، که خود در سن ۱۴ سالگی در شهر فرنز ایرلند قربانی تجاوز جنسی از سوی یک کشیش کاتولیک شده بود، به سفارش مجموعه مستندهای پانورامای بی‌بی‌سی ساخته شده است.